# 萧仲
萧仲，字敬和，辽朝大臣，出自契丹蕭氏。

## 家族
祖父萧允，字守信，官至金紫崇祿大夫、检校太师兼侍中。父亲萧寿，字永从，官至金紫崇禄大夫、检校太傅兼侍中。萧仲，官至尚书令，加尚父、令公，谥赠蘭陵郡王。妻子耶律氏，国太夫人，早逝，生有四子。
长子萧琪，官至大通军节度使，兼侍中，驸马都尉；次子萧琳，官至临海军节度使，检校左仆射；三子萧琏，官至武定军节度使，检校太师，知同州军州事。为驸马都尉，娶辽圣宗浔阳公主为妻，于圣宗开泰六年（1017年），出使北宋，充贺生辰正旦大使；四子萧琼，官至平原军节度使，检校太保，知海州军州事。